# Bonamia elliptica
Bonamia elliptica är en vindeväxtart som först beskrevs av L. B. Smith och Schubert, och fick sitt nu gällande namn av Myint och D. B. Ward. Bonamia elliptica ingår i släktet Bonamia och familjen vindeväxter. Inga underarter finns listade i Catalogue of Life.